# Ein starkes Team: Im Namen des Volkes
Im Namen des Volkes ist ein deutscher Fernsehfilm von Martin Kinkel aus dem Jahr 2023. Es handelt sich um die 91. Folge der Krimiserie Ein starkes Team mit Florian Martens und Stefanie Stappenbeck in den Hauptrollen. Es ist der siebenundzwanzigste Einsatz von Linett Wachow an der Seite von Otto Garber. Die Erstausstrahlung der Episode erfolgte am 14. Januar 2023 im ZDF.

## Handlung
Linett Wachow und Otto Garber ermitteln in einem Überfall auf ein Berliner Juweliergeschäft. Zwei maskierte Männer haben den Inhaber im Affekt erschossen und die dort angestellte junge Auszubildende, Leonie Seidel, als Geisel genommen. Glücklicherweise wird sie noch in der Nacht körperlich unversehrt gefunden und nach einer kurzen polizeilichen Befragung ihrem Vater übergeben. Dieser hatte sich bereits große Sorgen gemacht, schließlich hatte er vor einiger Zeit schon seine Frau bei einem Überfall verloren.
Im Laufe der Ermittlungen stellt sich durch Fingerabdrücke im Fluchtwagen heraus, dass einer der unbekannten Geiselnehmer der jüngst aus dem Gefängnis entlassene Alexander Brösser ist. Weitere Fingerabdrücke können dem ebenfalls vorbestraften Mike Holland zugeordnet werden. Brösser wird festgenommen, schiebt die Tat aber einzig Holland zu, der sich allerdings nach Thailand abgesetzt haben soll. Durch einen Trick konnte Holland seine Spur verwischen, sodass er unbehelligt in Berlin agieren kann. Schon bald erscheint er bei Brössers Freundin und fordert seinen Anteil an der Beute. Da Eileen Kauffeld, aber das Versteck nicht kennt, wird sie von Holland bedroht.
Beim Gerichtsverfahren gegen Brösser, wo Leonie Seidel als Hauptzeugin widersprüchliche Aussagen macht und am Ende einen nervlichen Zusammenbruch erleidet, wird der Beschuldigte freigesprochen. Die Ermittler und auch Seidels Vater sind darüber empört, dass der offensichtliche Täter so einfach ungestraft davon kommen soll. Daher lässt Revierleiter Reddemann sein Team in dem Fall weiter ermitteln. Gerade als Garber und Wachow Brösser observieren wollen, wird er erschossen aufgefunden. Seine Freundin sagt aus, dass Holland zuletzt bei ihm gewesen sei und beide gestritten hätten. Da bei Brösser ein Teil der Beute gefunden wird, erscheint seine Tatbeteiligung damit erwiesen. Durch intensive Fahndung wird Holland gestellt und bei ihm auch die Waffe gefunden, mit der der Juwelier erschossen wurde. Holland bestreitet jedoch, seinen Komplizen Brösser getötet zu haben. Nach Überprüfung seines Alibis scheidet er tatsächlich als Täter aus. Garber und Wachow konzentrieren sich nun auf Seidels Vater, der womöglich versucht hat die Gerechtigkeit in die eigenen Hände zu nehmen, doch auch dies ist eine Sackgasse. Die Lösung finden die Ermittler, als sie die Haftumstände von Brösser recherchieren. Er war wegen fahrlässiger Körperverletzung verurteilt worden, weil er durch ein illegales Autorennen die Schuld an einem tödlichen Verkehrsunfall hatte. So gerät Lukas Beckmann, der Ehemann der dabei getöteten Frau, unter Verdacht, doch auch er hat ein Alibi. Durch ihn werden Wachow und Garber auf Anna Randolf, die Freundin seiner Frau, aufmerksam, die als Schöffin für den Freispruch von Brösser gesorgt hatte, damit sie ihren Racheplan umsetzen konnte. Sie kann gestellt und festgenommen werden, als sie gerade Brössers Freundin umbringen will, da auch diese an dem Verkehrsunfall beteiligt gewesen war.

## Nebenhandlung
Sputnik hat neben seiner Beschäftigung als Praktikant im Polizeipräsidium das Internet für sich entdeckt und versucht als Influencer Karriere zu machen.

## Produktionsnotizen
Die Dreharbeiten für Im Namen des Volkes erstreckten sich unter den vorgegebenen Corona-Arbeitsschutzauflagen vom 18. November 2021 bis zum 17. Dezember 2021 und fanden in Berlin und Umgebung statt.
In der ZDF Mediathek wurde der Film ab dem 7. Januar 2023 vorab zur Verfügung gestellt. Am 14. Januar 2023 wurde er im ZDF erstausgestrahlt.

## Rezeption

### Einschaltquote
Bei der Erstausstrahlung von Ein starkes Team: Im Namen des Volkes am 14. Januar 2023 verfolgten in Deutschland insgesamt 6,95 Millionen Zuschauer die Filmhandlung, was einem Marktanteil von 25,8 Prozent für das Zweite Deutschen Fernsehen entsprach. In der als Hauptzielgruppe für Fernsehwerbung deklarierten Altersgruppe von 14–49 Jahren erreichte Im Namen des Volkes 0,47 Millionen Zuschauer und damit einen Marktanteil von 8,6 Prozent in dieser Altersgruppe.

### Kritik
Oliver Armknecht von film-rezensionen.de meinte: Auch wenn „sich ‚Ein starkes Team: Im Namen des Volkes‘ für die späte Eskalation und das damit verbundene Rätselraten lohnt, ist der Weg dorthin sehr anstrengend. Die Auseinandersetzungen der beiden Räuber gehen beispielsweise auf die Nerven. An anderen Stellen enttäuscht der Film in schauspielerischer Hinsicht. Der Running Gang um die immer neuen Geschäftsideen von Sputnik (Jaecki Schwarz) sind dieses Mal sogar eine richtige Zumutung, wenn ganz plumpe Gags um Influencer bemüht wird. Wer diese ganzen furchtbaren Szenen durchsteht, wird dann zwar mit einem Finale belohnt, das interessanter und überraschender ist, als es die ersten Zweidrittel haben erwarten lassen.“
Für Evangelisch.de wertete Tilmann P. Gangloff: „Sehenswert ist ‚Im Namen des Volkes‘ jedoch nicht nur wegen der Geschichte. Regie führte Martin Kinkel, dessen Beiträge zu der ehrwürdigen ZDF-Reihe – ‚Im Namen des Volkes‘ ist bereits Fall Nummer 91, Pomorin hat rund ein Drittel der Drehbücher geschrieben – allerdings nicht immer rundum gelungen waren. Der letzte Film (Schulzeit, 2022) war in jeder Hinsicht sehenswert, aber frühere Arbeiten nervten schon mal durch eine hektische Kamera; und wenn das Handwerk stimmte, war die Führung der Nebendarsteller unglücklich. Diesmal passt alles, auch die Bildgestaltung, weil Kameramann Henning Jessel den Aufnahmen eine reizvolle Pastellanmutung gegeben hat.“